# Брике, Джон Исаак
Джон Исаак Брике, или Джон Брике (фр. John Isaac Briquet или фр. John Briquet, 13 марта 1870 — 26 октября 1931) — швейцарский ботаник и коллекционер растений.

## Биография
Джон Исаак Брике родился в Женеве 13 марта 1870 года.
Он занимался изучением естественных наук в Женеве и в Берлине. Джон Исаак Брике внёс важный вклад в изучение флоры Приморских Альп, Корсики и Северной Африки. Он опубликовал основные статьи о флоре Приморских Альп, флоре Корсики, флоре Северной Африки и по систематике семенных растений. Он внёс значительный вклад в ботанику, описав множество видов растений. Брике был кавалером ордена Почётного легиона (1929) и почётным доктором Кембриджского университета (1930).
Джон Исаак Брике умер в Женеве 26 октября 1931 года.

## Научная деятельность
Джон Исаак Брике специализировался на папоротниковидных и на семенных растениях.